# Бриллианты для диктатуры пролетариата (роман)
«Бриллианты для диктатуры пролетариата» — роман из цикла о работе Максима Максимовича Исаева, будущего Штирлица. Написан в 1970 году Юлианом Семёновым. В книге рассказывается о работе ЧК в 1920-е годы. Эта книга первая по хронологии из всех книг про Владимирова-Исаева-Штирлица-Бользена-Брунна. Единственная, в которой жив отец Штирлица Владимир Владимиров. Рукопись была сначала сдана в журнал "Москва", но опубликован роман был в журнале "Октябрь", 1971, № 1,2.
Предварительные названия в процессе работы над романом: "Похищение бриллиантов", "Государственные бриллианты" .  

## Сюжет
В начале 1921 года, когда уже существует ГОХРАН — хранилище ценностей, выясняется, что бриллианты регулярно исчезают. Их кто-то крадёт, возможно, человек из числа привилегированных сотрудников. Всё осложняется тем, что РСФСР намерена предложить купить французскому ювелиру Маршану камни в обмен на продовольствие для голодающей России. Для решения вопроса сделки в Ревель выезжает сотрудник ГОХРАНа Пожамчи, для решения вопроса кражи камней — молодой сотрудник ЧК Всеволод Владимиров. Он должен начать поиски там, где находится перевалочный пункт контрабандистов. В поезде на Пожамчи оказывает нажим граф Воронцов (у которого когда-то Пожамчи работал) и требует негласно передавать часть денег от продажи камней. Он планирует нападение на ГОХРАН. Немецкая разведка в лице Отто Нольмара решает сорвать сделку с Маршаном, тем самым ослабив Россию. Владимиров (Исаев) арестован, а Нолмар пытается через Воронцова сорвать сделку (через того же Пожамчи, например). Тем временем в Москве сотрудники ЧК выходят на другого сотрудника, Шелехеса, который также крал камни. Его брат — резидент в Ревеле Роман. Он может промолчать, и тогда сорвётся сделка, и миллионы людей погибнут. Он может надавить на Маршана, который Шелехеса знал лично, и Шелехес погибнет, но сделка состоится.

## Экранизации
Роман был дважды экранизирован: фильм «Бриллианты для диктатуры пролетариата» и телесериал «Исаев».